# Somalichromis
Somalichromis è un genere estinto di pesci ossei appartenenti alla famiglia Cichlidae, descritto da fossili provenienti dall'Oligocene della Somalia. È rappresentato da una sola specie, Somalichromis hadrocephalus.

## Etimologia
Il nome generico deriva da Somalia, il paese di origine dei fossili, combinato con il suffisso "chromis", usato comunemente per i ciclidi. Il nome specifico hadrocephalus unisce i termini greci "hadros" (robusto) e "cephale" (testa), in riferimento alla testa relativamente grande rispetto alla lunghezza standard del corpo.

## Descrizione
Il corpo è relativamente profondo (la massima profondità era di circa il 45% della lunghezza standard, davanti alla pinna dorsale), la testa rotonda e proporzionalmente grande (circa il 45% della lunghezza standard). L'olotipo (NHMUK P.29574) è completo e articolato, mentre i paratipi comprendono resti cranici, pinne e porzioni del corpo. La specie mostra due segmenti della linea laterale, tre spine sulla pinna anale, un'unica serie di denti unicuspidati e scaglie cicloidi sul corpo e sulla testa. Somalichromis si distingueva inoltre per 14 spine nella pinna dorsale, due supraneurali, denti mascellari e faringei unicuspidati, e la presenza di scaglie sulle guance.
Si differenzia inoltre per varie caratteristiche da vari generi affini, tra i quali l'eocenico Mahengechromis per l'assenza di scaglie ctenoidi, da Libyachromis per la testa proporzionalmente più grande, da Macfadyena per l'assenza di granulazioni sulle scaglie e di denti bicuspidati, da Warilochromis per l'assenza di canini ingranditi e un minore numero di vertebre, e dai generi Palaeofulu, Kalyptochromis, Nderechromis, Tugenchromis e Rebekkachromis per la dentatura (Somalichromis era privo di denti bicuspidati o tricuspidati).

## Classificazione
Somalichromis hadrocephalus è stato descritto per la prima volta nel 2022, sulla base di fossili ritrovati in Somalia e donati
al Natural History Museum di Londra nel 1952 dall'Anglo-Saxon Petroleum. Sebbene originariamente attribuiti all'Eocene, si ritiene che i resti provengano dagli strati superiori d'acqua dolce della Serie di Daban e siano quindi di età oligocenica.
L'articolo del 2022 identifica Somalichromis come un rappresentante dei ciclidi, in particolare della sottofamiglia Pseudocrenilabrinae.